# Ischnotoma
Ischnotoma is een muggengeslacht uit de familie van de langpootmuggen (Tipulidae).

## Soorten

### OndergeslachtIcriomastax
- I. (Icriomastax) antinympha (Alexander, 1942)
- I. (Icriomastax) calliope (Alexander, 1945)
- I. (Icriomastax) euterpe (Alexander, 1945)
- I. (Icriomastax) helios (Alexander, 1949)
- I. (Icriomastax) jujuyensis (Alexander, 1920)
- I. (Icriomastax) nitra (Alexander, 1945)
- I. (Icriomastax) nudicornis (Macquart, 1838)
- I. (Icriomastax) ocellata (Enderlein, 1912)
- I. (Icriomastax) phaeton (Alexander, 1945)
- I. (Icriomastax) zikani (Alexander, 1936)

### OndergeslachtIschnotoma
- I. (Ischnotoma) concinna (Philippi, 1866)
- I. (Ischnotoma) decorata (Philippi, 1866)
- I. (Ischnotoma) delpontei (Alexander, 1929)
- I. (Ischnotoma) eburnea (Walker, 1848)
- I. (Ischnotoma) episema Alexander, 1924
- I. (Ischnotoma) fagetorum (Alexander, 1929)
- I. (Ischnotoma) fastidiosa (Skuse, 1890)
- I. (Ischnotoma) frauenfeldi (Schiner, 1868)
- I. (Ischnotoma) fuscobasalis Alexander, 1937
- I. (Ischnotoma) fuscostigmosa (Alexander, 1929)
- I. (Ischnotoma) goldfinchi Alexander, 1924
- I. (Ischnotoma) homochroa (Alexander, 1926)
- I. (Ischnotoma) immaculipennis Alexander, 1924
- I. (Ischnotoma) larotypa (Alexander, 1929)
- I. (Ischnotoma) par (Walker, 1856)
- I. (Ischnotoma) penai (Alexander, 1952)
- I. (Ischnotoma) peracuta Alexander, 1971
- I. (Ischnotoma) porteri (Alexander, 1929)

- I. (Ischnotoma) postnotalis (Alexander, 1929)
- I. (Ischnotoma) prionoceroides Alexander, 1922
- I. (Ischnotoma) problematica (Alexander, 1945)
- I. (Ischnotoma) rubriventris (Macquart, 1846)
- I. (Ischnotoma) rubroabdominalis Alexander, 1922
- I. (Ischnotoma) rufistigmosa (Macquart, 1838)
- I. (Ischnotoma) rufiventris (Macquart, 1846)
- I. (Ischnotoma) scutellumnigrum Alexander, 1924
- I. (Ischnotoma) schineriana (Alexander, 1928)
- I. (Ischnotoma) shannoniana (Alexander, 1929)
- I. (Ischnotoma) silvai (Alexander, 1929)
- I. (Ischnotoma) skuseana Alexander, 1928
- I. (Ischnotoma) tarwinensis Alexander, 1928
- I. (Ischnotoma) terminata Alexander, 1928
- I. (Ischnotoma) vittigera (Philippi, 1866)

### OndergeslachtNeotipula
- I. (Neotipula) maya (Alexander, 1912)
- I. (Neotipula) paprzyckii (Alexander, 1941)
- I. (Neotipula) pectinella (Alexander, 1940)
- I. (Neotipula) penata (Alexander, 1966)